# 宇田川岳夫
宇田川 岳夫（うだがわ たけお、1957年 - ）は、サブカルチャー研究家である。
60-70年代のメインカルチャーに反逆的な漫画・音楽・演劇等の芸術作品を「フリンジ・カルチャー」と命名、「萌え系」文化全盛の時代に反逆する評論活動を行う。「ふくしま政美ルネッサンスの会」元会長。

## 略歴
東京都出身。東京大学卒業。80年代には同人誌『漫画ゾンビ』を編集。1984年、『漫画ブリッコ』で竹熊健太郎が「聖マッスル」を取り上げたことから同誌に投稿、以後親交を深める。同時期に雑誌『MARQUEE』にロック評論を寄稿していた。
90年代半ば、『QuickJapan』が幻のカルト漫画家として徳南晴一郎を取り上げた際に、同誌と関わりを持ち始め注目を集める。その前後に『G-Modern』や『BURST』でアンダーグラウンド・ロックに関する原稿を執筆している。
2022年度まで都内の私立中高一貫校で教員として授業を行っていた。

## 著作
- 『マンガ地獄変』シリーズ I～III（吉田豪,植地毅,大西祥平他と共著　水声社）
- 『マンガゾンビ』（太田出版）
- 『フリンジカルチャー』（水声社）
- 『J・A・シーザーの世界』（J・A・シーザーと共著　白夜書房）
- 「天井桟敷 『阿呆船』」（湯浅学と共著、ブルースインターアクションズ）